# Armoriale dei comuni della provincia di Ascoli Piceno

Stemma della Provincia di Ascoli Piceno

Questa pagina contiene le armi (stemmi e blasonature) dei comuni della provincia di Ascoli Piceno.
| Stemma                                               | Comune e blasonatura | Gonfalone                                               |
| ---------------------------------------------------- | --- | ------------------------------------------------------- |
|                                                      | Acquasanta Terme Campo d'azzurro al San Giovanni Battista di carnagione, vestito di pelli, aureolato d'oro, capelluto e barbuto di nero, tenente nella mano destra la croce tipica del Battista, munita di una banderuola bifida d'argento, svolazzante in palo e sopportante la scritta in caratteri monumentali di nero: ECCE AGNUS DEI, nella mano sinistra il favo selvatico d'oro, il Santo accompagnato nel cantone sinistro della punta dalla locusta d'oro rivolta. Lo scudo timbrato dalla corona di Comune, formata da un cerchio d'argento murato di nero e aperto di quattro archi dello stesso (tre visibili), sostenente una cinta muraria, pure essa d'argento, aperta di sedici porte di nero (nove visibili) e sormontata da una merlatura alla ghibellina di sedici pezzi (nove visibili) sempre d'argento. Sotto la punta dello scudo due rami al naturale, uno di alloro e uno di quercia passati in decusse legati con un nastro tricolore, e una lista bifida d'azzurro svolazzante e sopportante il motto in caratteri monumentali di nero: Aqua Sancta. Gonfalone: Drappo di giallo, riccamente ornato di ricami d'argento e caricato dallo stemma comunale con la iscrizione centrata in argento recante la denominazione del Comune. Le parti di metallo ed i cordoni saranno argentati. L'asta verticale sarà ricoperta di velluto giallo con bullette argentate poste a spirale. Nella freccia sarà rappresentato lo stemma del Comune e sul gambo inciso il nome. Cravatta con nastri tricolorati dai colori nazionali frangiati d'argento. D.P.R. del 10 luglio 2000 |                                                         |
|                                                      | Acquaviva Picena Gonfalone: drappo partito di azzurro e di giallo… |                                                         |
| Stemma in forma sannitica                            | Appignano del Tronto Gonfalone: drappo trinciato di giallo e di rosso… |                                                         |
|                                                      | Arquata del Tronto Palato di rosso e di bianco. Ornamenti esteriori da Città Gonfalone: Di forma rettangolare, con dicitura Comune di Arquata del Tronto, è ornato da due rami, di cui uno di mirto a sinistra e l'altro di quercia a destra, riporta in oro sullo sfondo verde due stemmi, di cui quello di sinistra con descrizione REG TEB AR POT, l'altro di destra con descrizione 1572 TEPOR LAURI COLE PR, sovrastati entrambi da una corona turrita. |                                                         |
|                                                      | Ascoli Piceno Di rosso al castello di travertino al naturale merlato alla ghibellina con due archi aperti e galleria sovrastante a cinque arcate, fiancheggiata da due torri dello stesso di disuguale altezza; quella di destra più alta merlata, l'altra a tetto. Ornamenti esteriori da Città. D.C.G del 10 dicembre 1935 Gonfalone: Drappo di velluto cremisi con stemma civico nel centro. Iscrizione centrata "Città di Ascoli Piceno". Cravatta e nastri tricolorati dai colori nazionali frangiati in oro. Le parti di metallo dorate. Ricami esteriori da Città. L'asta che sorregge il gonfalone è sormontata dal Picchio quale insegna dell'antico popolo dei Piceni. D.C.G del 10 dicembre 1935 Bandiera: Drappo partito di giallo e di rosso… |                                                         |
|                                                      | Carassai Di azzurro, ai tre colli all'italiana, uniti, d'oro, fondati sulla pianura di verde, cimati ognuno dalla spiga di grano, d'oro, il colle centrale, più alto, dalla spiga posta in palo, il colle a destra della spiga posta in banda alzata, il colle a sinistra dalla spiga posta in sbarra alzata. D.P.R. del 2 maggio 1996 Gonfalone: drappo di giallo… |                                                         |
|                                                      | Castel di Lama Trinciato, nel primo, di rosso, alla stella di sei raggi, d'oro, e con la banda diminuita, d'azzurro, combaciante con la partizione; nel secondo, d'argento, alla torre di due palchi di rosso, mattonata di nero, merlata alla guelfa, cinque e cinque, il palco inferiore chiuso e finestrato di tre, di nero, il palco superiore finestrato di uno, di nero, fondata sul monte al naturale di verde, posto a destra, fondato in punta e sul fianco destro, percorso in banda alzata della strada sterrata al naturale, estesa dalla porta della torre alla punta dello scudo. D.P.R. del 17 maggio 1986 Gonfalone: drappo partito di rosso e di bianco… |                                                         |
|                                                      | Castignano Di rosso all'albero di castagno di verde, nodrito sulla sommità di un monte di cinque cime del medesimo, moventi dalla punta ed ordinate in fascia, quelle ai lati più basse, quella al centro più alta, fiancheggiato a destra da un fiordaliso d'argento, e a sinistra da una stella (5) dello stesso. Gonfalone: drappo di azzurro… |                                                         |
|                                                      | Castorano Di azzurro, ai tre colli all'italiana, il colle centrale più alto o più largo, fondati in punta, di verde, accompagnati in capo da due stelle di sei raggi, ordinate in fascia, d'oro. Ornamento esteriori da Comune. D.P.R. del 20 dicembre 1996 Gonfalone: Drappo di giallo con la bordatura di azzurro, riccamente ornato di ricami d'argento e caricato dallo stemma comunale con la iscrizione centrale in argento, recante la denominazione del Comune. Le parti di metallo e i cordoni saranno argentati. L'asta verticale sarà ricoperta di velluto dei colori del drappo, alternati, con bullette argentate poste a spirale. Nella freccia sarà rappresentato lo stemma del Comune e sul gambo inciso il nome. Cravatta con nastri ricolorati dai colori nazionali frangiati d'argento D.P.R. del 20 dicembre 1996 |                                                         |
|                                                      | Colli del Tronto Su fondo rosso figura della Vittoria tenente nella mano destra una spada d'argento con elsa d'oro e sulla sinistra una corona d'alloro, in piedi, sopra un elefante passante - campo azzurro con torrione diroccato in pietra, merlato alla ghibellina con a sinistra un tralcio di vite e a destra un mazzo di spighe di grano. Gonfalone: Panno rosso porpora, con le scritte dorate e la statua della Vittoria. |                                                         |
| Stemma precedentemente in uso                        | Comunanza D'argento al ponte di rosso turrito alle due estremità e di un solo arco, sulla riviera al naturale. R.D. del 2 settembre 1937, RR.LL.PP. del 14 settembre 1939 Gonfalone: drappo di azzurro… R.D. del 2 settembre 1937, RR.LL.PP. del 14 settembre 1939 |                                                         |
|                                                      | Cossignano Di azzurro, al castello d'oro, murato di nero, di tre torri, la torre centrale più alta e più larga, merlato alla guelfa, la torre centrale di cinque, le laterali ognuna di quattro, il fastigio privo di merli, esso castello finestrato di nero con due finestrelle quadrangolari poste una a destra l'altra a sinistra 'della porta, dello stesso, accompagnato in capo dalle chiavi decussate, con gli ingegni all'insù, la chiave in banda, d'oro, attraversante la chiave in sbarra, d'argento. Sotto lo scudo, su lista bifida e svolazzante d'azzurro, il motto, in lettere maiuscole di nero: FERAX ET FEROX. Ornamenti esteriori da Comune. D.P.R. del 29 agosto 2014 Gonfalone: drappo di bianco con la bordatura di azzurro, riccamente ornato di ricami d'argento e caricato dallo stemma sopra descritto con la iscrizione centrata in argento, recante la denominazione del Comune. Le parti di metallo ed i cordoni saranno argentati. L'asta verticale sarà ricoperta di velluto dei colori del drappo, alternati, con bullette argentate poste a spirale. Nella freccia sarà rappresentato lo stemma del Comune e sul gambo inciso il nome. Cravatta con nastri tricolorati dai colori nazionali frangiati d'argento Gonfalone precedentemente in uso: drappo di azzurro… | Gonfalone precedentemente in uso                        |
|                                                      | Cupra Marittima Di rosso, al colle naturale di tre cime di verde, sormontate ognuna da una torre d'oro, aperta e finestrate dello stesso, merlate alla ghibellina, la mediana posta più in alto Gonfalone: drappo di azzurro… |                                                         |
| Versione presente sul gonfalone                      | Folignano Semitroncato-partito: al primo d'azzurro al monte al naturale fondato sulla campagna d'oro; al secondo pure d'azzurro al castello al naturale fondato in punta e uscente dal margine sinistro, torricellato e finestrato d'oro; al terzo di verde ai sei bisanti d'oro posti 3:2:1; a tre gigli d'azzurro posti in capo tra i pendenti di un lambello di rosso. Gonfalone: drappo di azzurro… |                                                         |
|                                                      | Force Gonfalone: drappo di rosso… | Gonfalone in uso                                        |
|                                                      | Grottammare Sormontato da una corona e contornato sulla destra da un ramo di quercia e sulla sinistra da un ramo di alloro, su sfondo azzurro con al centro una torre merlata a tre piani di colore marrone posta su una collina e due aranci. Gonfalone: drappo partito di bianco e di azzurro… |                                                         |
|                                                      | Maltignano Gonfalone: drappo di azzurro… |                                                         |
|                                                      | Massignano Campo di cielo alla torre, merlata di sei pezzi visibili alla ghibellina, al naturale, aperta finestrata e murata di nero, posta su pianura erbosa di verde e sormontata da due palme disposte in croce di Sant'Andrea dello stesso. D.C.G. del 25 ottobre 1929 Gonfalone: drappo di rosso… |                                                         |
|                                                      | Monsampolo del Tronto Gonfalone: drappo troncato di azzurro e di bianco… |                                                         |
|                                                      | Montalto delle Marche Gonfalone: drappo partito di giallo e di rosso… |                                                         |
|                                                      | Montedinove D'azzurro, al monte all'italiana di nove cime di verde, sormontato da due chiavi decussate d’argento, con gli ingegni in alto, legate nel punto 'incrocio e negli anelli da un nastro di nero. Ornamenti esteriori da Comune. DPCM del 13 ottobre 1950 Gonfalone: Drappo partito di giallo e di azzurro… DPR dell'11 maggio 1951 |                                                         |
|                                                      | Montefiore dell'Aso D'azzurro, bordato d'argento, al monte di cinque cime di verde, ordinate in fascia e moventi da un terrazzo al naturale, quelle ai lati più basse, quelle al centro più alta, cimate ciascuna da un fiore d'argento gambuto e fogliato di verde. Ornamenti esteriori di Comune. Gonfalone: drappo di rosso… |                                                         |
|                                                      | Montegallo |                                                         |
|                                                      | Montemonaco Gonfalone: drappo partito di azzurro e di rosso… |                                                         |
|                                                      | Monteprandone Scudo sagomato a campo azzurro avente i seguenti elementi araldici: cinque colli o monti sormontati da un giglio di Francia; sovrasta un rastrello a quattro punte orientate verso il basso con gigli di Francia negli spazi. Gonfalone: Drappo di bianco… |                                                         |
|                                                      | Offida D'azzurro, interzato in banda di rosso, caricato nel primo di un castello quadrato, merlato, aperto, finestrato, sormontato da una croce con la legenda: Ophidiae sum leo guelfis qui nomine vici. D.C.G del 27 settembre 1935 Gonfalone: drappo di bianco… D.C.G del 27 settembre 1935 |                                                         |
| Versione presente sul gonfalone                      | Palmiano Gonfalone: drappo di giallo… |                                                         |
|                                                      | Ripatransone Gonfalone: drappo di rosso… |                                                         |
| Stemma in uso sul gonfalone Stemma proposto          | Roccafluvione Gonfalone: drappo partito di verde e di rosso… |                                                         |
|                                                      | Rotella D'azzurro, all'agnello d'argento, con la testa rivoltata, tenente un guidone dello stesso, bifido, crociato di rosso, con l'asta pure d'argento, desinente in croce patente, sormontato da due chiavi d'oro e d'argento decussate. D.P.R. del 14 giugno 1974 Gonfalone: drappo di bianco… |                                                         |
| Stemma precedentemente in uso con la corona comunale | San Benedetto del Tronto D'argento al guerriero all'antica aureolato e tenente la palma nella destra, nella sinistra l'elsa della spada, in maestà dinanzi a una torre movente dal mare, il tutto al naturale. Decreto del 10 novembre 1948 Gonfalone: Drappo troncato di azzurro e di rosso | Gonfalone precedentemente in uso con la corona comunale |
| Versione dello stemma presente sul gonfalone civico  | Spinetoli Gonfalone: drappo partito di verde e di azzurro… |                                                         |
|                                                      | Venarotta Gonfalone: drappo di rosso… |                                                         |